# Piccole suore della Sacra Famiglia (Sherbrooke)
Le Piccole Suore della Sacra Famiglia (in francese Petites Sœurs de la Sainte-Famille de Sherbrooke; sigla P.S.S.F.) sono un istituto religioso femminile di diritto pontificio.

## Storia

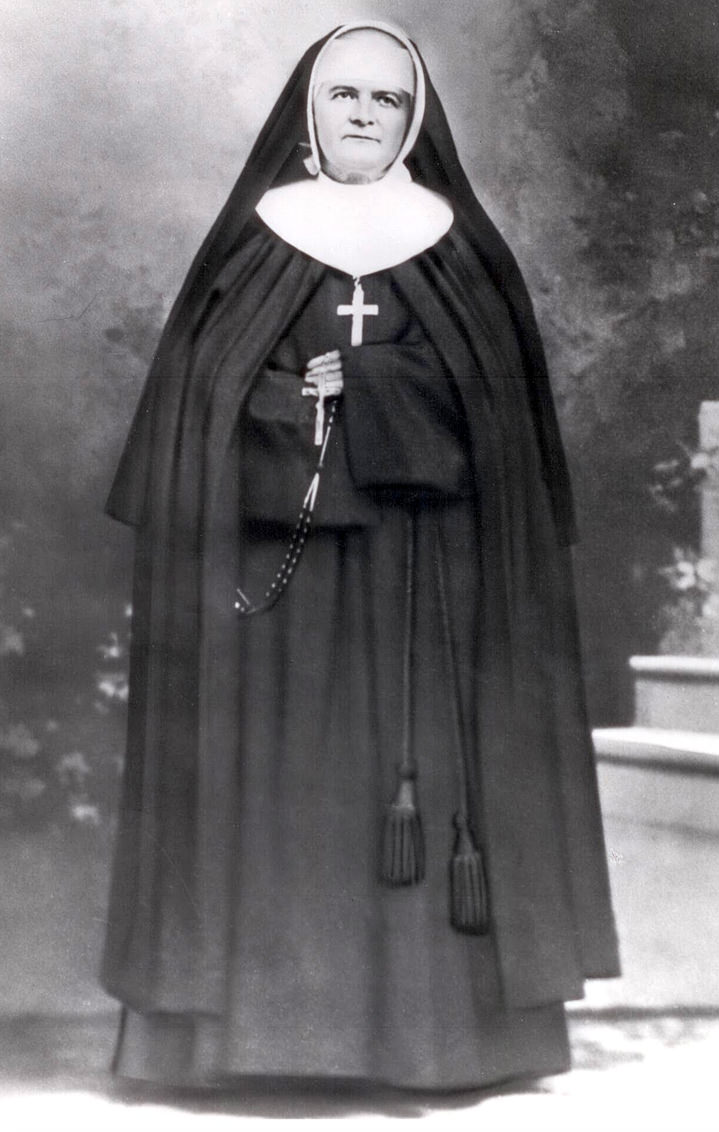
Marie-Léonie Paradis, fondatrice della congregazione

Nel 1864 Camille Lefebvre (1831–1895), padre della Congregazione di Santa Croce, aprì a Saint-Joseph di Memramcook, nel Nuovo Brunswick, una scuola e un collegio gestiti da suoi confratelli: Lefebvre si rivolse alle Suore Marianite, fondate da Basile Moreau nel 1837 per il servizio domestico nelle comunità e nelle scuole dei religiosi della Congregazione di Santa Croce e poi specializzatesi nell'insegnamento, affinché inviassero a Saint-Joseph delle religiose per la formazione del personale femminile destinato ai servizi ausiliari nel collegio.
Dalla casa di Notre Dame, nell'Indiana, nel 1874 giunsero in Canada Marie-Léonie Paradis (1880-1912) e una consorella: la Paradis organizzò una comunità di quattordici donne per il servizio domestico che nel 1877 vestirono l'abito religioso. Il sodalizio venne riconosciuto dalla Congregazione di Santa Croce come istituto autonomo il 31 maggio 1880 ma, essendosi il vescovo di Saint John rifiutato di concedere alle suore il decreto di erezione, la comunità si trasferì a Sherbrooke, dove venne approvata dal vescovo locale Paul-Stanislas La Rocque il 26 gennaio 1896.

## Attività e diffusione
Le Piccole Suore della Sacra Famiglia si dedicano alle opere parrocchiali (catechesi, animazione) e al servizio domestico presso collegi, seminari e comunità religiose.
Oltre che in Canada, sono presenti in Honduras, in Italia e negli Stati Uniti d'America: la sede generalizia è a Sherbrooke.
Alla fine del 2015 l'istituto contava 260 religiose in 17 case.